# ماريا بوتو
ماريا بوتو (بالإسبانية: María Florencia Botto Rota)‏ هي ممثلة إسبانية وأرجنتينية، ولدت في 10 فبراير 1974 ببوينس آيرس في الأرجنتين.

## أعمال

### أفلام
- (2009) ماي لايف إن روينز[5][6]

## وصلات خارجية
- ماريا بوتو على موقع IMDb (الإنجليزية)
- ماريا بوتو على موقع قاعدة بيانات الأفلام العربية
- ماريا بوتو على موقع ألو سيني (الفرنسية)
- ماريا بوتو على موقع أول موفي (الإنجليزية)
- ماريا بوتو على موقع قاعدة بيانات الأفلام السويدية (السويدية)
- ماريا بوتو على موقع قاعدة بيانات الفيلم (الإنجليزية)
- ماريا بوتو على موقع كينوبويسك (الروسية)